# نور أباد (سميرم)
نور أباد هي قرية في مقاطعة سميرم، إيران. عدد سكان هذه القرية هو 330 في سنة 2006.